# Chetogena scutellaris
Chetogena scutellaris là một loài ruồi trong họ Tachinidae.